# Live at Hammersmith '82!
Live at Hammersmith '82! è il secondo album live dei Duran Duran dopo Arena.
Pubblicato tra il settembre e l'ottobre del 2009, è stato registrato durante la terza delle tre notti all'Hammersmith Apollo durante il Rio Tour, il 16 novembre 1982.
È disponibile in versione CD audio e DVD contenente il concerto e come contenuti speciali i 6 video musicali dall'album Rio e 2 performance al Top of the Pops nel 1982.

## Tracce

### CD
1. Rio - 5:51
2. Hungry like the Wolf - 4:12
3. Night Boat - 5:09
4. New Religion - 5:52
5. Save a Prayer - 6:23
6. Planet Earth - 4:43
7. Friends of Mine - 5:23
8. Careless Memories - 4:44
9. Make Me Smile (Come Up and See Me) - 5:34 (cover di Steve Harley & Cockney Rebel)
10. Girls on Film - 7:07

### DVD
Il DVD contiene le stesse tracce del disco audio e i seguenti contenuti speciali:
- Video musicali

1. My Own Way
2. Hungry like the Wolf
3. Save a Prayer
4. Lonely In Your Nightmare
5. Rio
6. The Chauffeur

- Live a Top of the Pops

1. Hungry like the Wolf
2. Rio